# Hydractinia proboscidea
Hydractinia proboscidea är en nässeldjursart som beskrevs av Walter Douglas Hincks 1869. Hydractinia proboscidea ingår i släktet Hydractinia och familjen Hydractiniidae. Inga underarter finns listade i Catalogue of Life.